# Льюїс Гамільтон
Сер Лью́їс Ка́рл Га́мільтон (також Хе́мілтон, рідше Ге́мілтон; англ. Lewis Carl Hamilton, нар. 7 січня 1985, Стівенидж) — британський автогонщик, який виступає у Формулі-1 за команду Ferrari. Семиразовий чемпіон світу (2008, 2014, 2015, 2017, 2018, 2019, 2020). Віцечемпіон 2007, 2016 та 2021 років. Перший темношкірий гонщик Формули-1 за останні 20 років. У Формулі-1 дебютував у складі команди «Макларен» 18 березня 2007 року на Гран-прі Австралії, де посів 3-є місце. Першу перемогу отримав уже на шостих своїх перегонах — Гран-прі Канади 2007 року. Встановив рекорд для новачків, здобувши всі подіуми у перших своїх 9-ти гонках. Віце-чемпіон світу у дебютному сезоні, чим повторив рекорд Жака Вільнева. Володар найбільшої кількості поул-позицій. 2020 року побив рекорд Міхаеля Шумахера за кількістю виграних Гран-прі у Формулі-1.
У 2021 році отримав титул лицаря Британської імперії від королеви Єлизавети II.

## Ранні роки

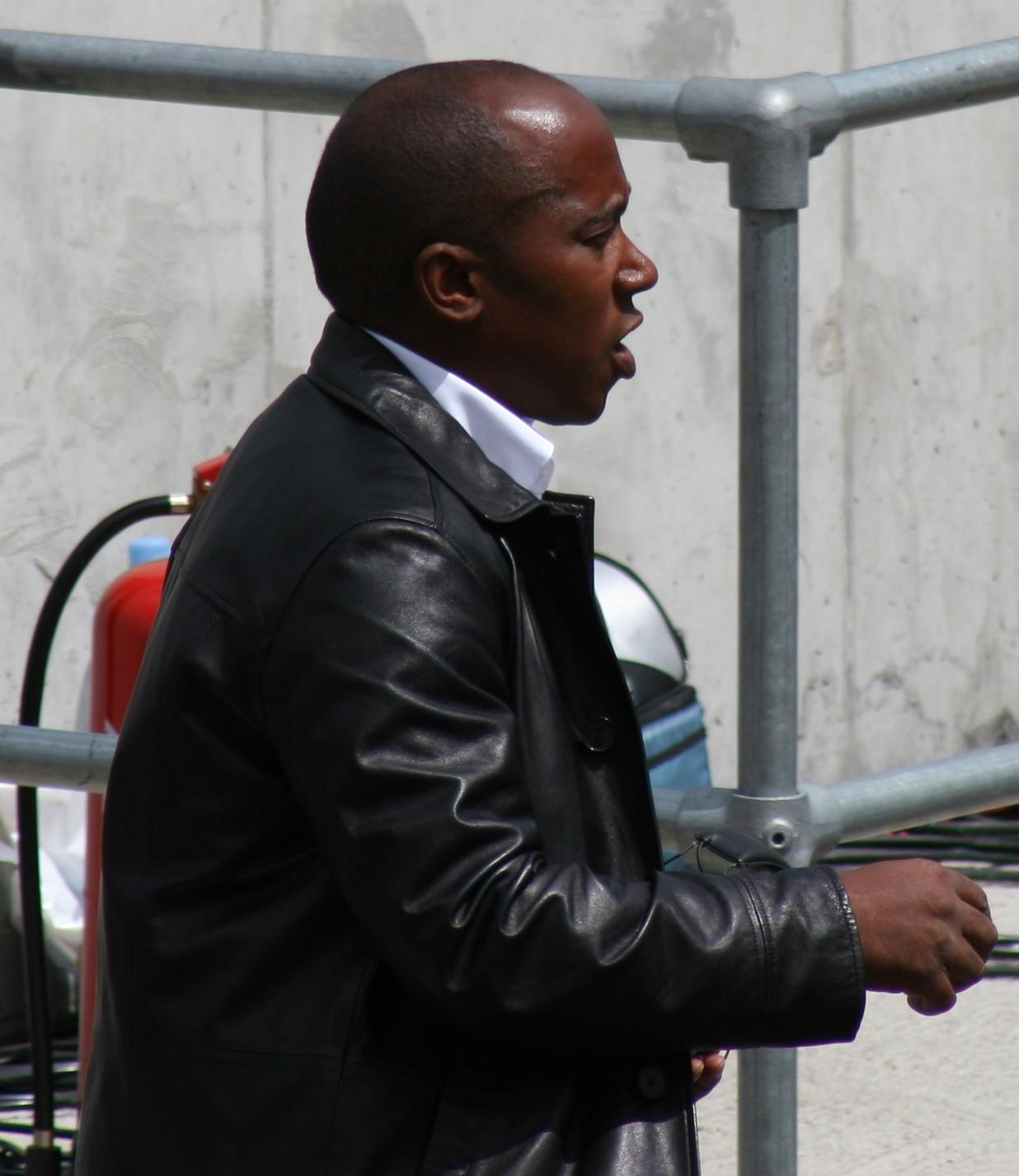
Ентоні — батько Льюїса на Гран-прі Великої Британії 2009 року.

Мати Гамільтона, Кармен Ларбалестір (зараз Кармен Локхарт), світлошкіра британка. Батько, Ентоні Гамільтон, — син темношкірого емігранта з Гренади.
Батьки дали ім'я Льюїсу на честь американського легкоатлета Карла Льюїса, який виграв три золота на чемпіонаті світу 1983 року і чотири золота на Олімпійських іграх 1984 року.
Батьки Гамільтона розлучилися, коли йому було 2 роки, і він жив зі своєю матір'ю і зведеними сестрами Ніколою і Самантою до того моменту, як йому виповнилося дванадцять, коли він почав жити зі своїм батьком, мачухою Ліндою і однокровним братом Ніколасом, який хворий на ДЦП. На початку 2011 року Ніколас підписав контракт з командою «Total Control Racing», тим самим почавши свою гоночну кар'єру в британському кубку Рено Кліо.
Цікавість Гамільтона до перегонів почала проявлятися після участі в гонках радіокерованих машин. Його батько Ентоні купив йому одну в 1991 році і Гамільтон фінішував другим в чемпіонаті BRCA в наступному році. У той час Гамільтон говорив: «Я брав участь в гонках радіокерованих машин і виграв чемпіонат проти дорослих». Це привело Гамільтона в картинг. Коли йому виповнилося шість, його батько купив йому перший карт як різдвяний подарунок, сказавши йому, щоб він підтримував свою гоночну форму, в той час як він наполегливо вчився в школі. Коли підтримка сина стала проблематичною, його батько звільнився з посади IT-менеджера і став підрядником, часом працюючи на трьох роботах, щоб підтримати кар'єру сина і досі знаходив достатній час, щоб бути присутнім на всіх гонках Льюїса. Пізніше він створив свою комп'ютерну компанію і працював менеджером Льюїса на постійній основі.
Гамільтон навчався в католицькій школі The John Henry Newman School в Стівениджі, Гартфордшир. Він покращив свої футбольні навички, граючи в шкільній команді з майбутнім півзахисником збірної Англії з футболу Ешлі Янгом. Гамільтон говорив, що якби не Формула-1, він би став футболістом або гравцем в крикет, яким він також займався, навчаючись в школі. У лютому 2001 року Гамільтон почав вчитися в «Cambridge Arts and Sciences» (CATS), приватному «коледжі шостого класу». У п'ять років почав займатися карате, щоб захищати себе від знущань в школі. Приблизно в 12 років, він навчився їздити на одноколісному велосипеді.

## Рання кар'єра

### Картинг
Гамільтон почав виступати в картингу в 1993 році, у віці восьми років, на трасі Rye House Kart Circuit, там він швидко почав здобувати перемоги. У віці 10 років він попросив автограф у боса команди McLaren Рона Денніса, і сказав йому: "Привіт. Я Льюїс Гамільтон. Я виграв британський чемпіонат і одного разу буду ганятися за кермом вашого боліда ". Денніс написав в його книзі для автографів: «Подзвони мені через дев'ять років, ми дещо владнаємо». У 1997-му, з класу Kadett він перейшов в Yamaha Junior, і Рон Денніс знову зустрів його в 1998-му після того, як Гамільтон виграв серію Super One і зайняв друге місце в британському чемпіонаті. Денніс дав обіцянку Гамільтону і уклав з ним контракт програми підтримки молодих пілотів McLaren. Контракт включав опцію на місце у Формулі-1, що зробило Гамільтона наймолодшим в історії гонщиком, який уклав контракт на отримання місця в команді.
Льюїс продовжував прогресувати до чемпіонатів Міжконтинентальна А (1999), Формула-А (2000) і Формула Супер А (2001), і став європейським чемпіоном в 2000-му, набравши максимум можливих очок. У KF1 і Формулі Супер А, він ганявся за команду TeamMBM.com, де його напарником був Ніко Росберг, який згодом став пілотом команди Williams в Формулі-1. Наступні картингові успіхи в BRDC зробили його членом клубу «Rising Star» в 2000 році.
У 2001-му Міхаель Шумахер взяв участь у картинговому змаганні проти Гамільтона та інших майбутніх пілотів Формули-1 Вітантоніо Ліуцці і Ніко Росберга. Гамільтон фінішував сьомим, в чотирьох місцях від Шумахера. Шумахер похвалив Гамільтона:
|                   | Це якісний пілот, дуже сильний і йому всього лиш 16. Якщо він продовжить, я впевнений — він досягне Формули-1. Це щось особливе, коли бачиш здібності в такому ранньому віці. Очевидно, що у нього непогані гоночні навички. |
| — Міхаель Шумахер | |

У 2007 році на інтернет-аукціоні eBay за 42 тисячі фунтів стерлінгів був проданий його перший карт, на якому він починав кар'єру гонщика.

### Формула-Рено і Формула-3
Гамільтон почав свою кар'єру в відкритих колесах в 2001 році з Зимової серії Британської Формули-Рено. Незважаючи на аварію на третьому колі тестів, він фінішував п'ятим у зимовій серії. Це призвело до повного сезону в 2002-му Формули-Рено UK разом з Manor Motorsport. Гамільтон фінішував третім з трьома перемогами і трьома поул-позиціями. Він залишився з Manor в наступному сезоні і виграв чемпіонат з десятьма перемогами і 419 очками, його найближчий переслідувач Алекс Ллойд здобув дві перемоги і набрав 377 очок. Забезпечивши собі титул, Гамільтон пропустив дві останні гонки сезону для дебюту в фіналі сезону Британської Формули-3. Тут він був менш успішний: в першій гонці він зійшов через прокол, а в другій — він розбився і потрапив в госпіталь, після аварії з напарником Тором Грейвсом. Він зміг показати свою швидкість на Гран-прі Макао і Гран-прі Кореї Формули-3, причому в останній, незважаючи на незнайому трасу, стартував з поула і фінішував четвертим.
На початку 2004 року відносини Гамільтона і McLaren були напруженими і McLaren тимчасово виключив його з програми підтримки. Пізніше, 2 березня 2004 року, Williams готувався до оголошення контракту з молодим британцем, але постачальник моторів BMW, відмовився спонсорувати Гамільтона. Льюїс після цього переуклав контракт з McLaren і разом з Manor в 2004-му дебютував в Євросерії Формули-3. Він зміг виграти одну гонку і в підсумку закінчив сезон на п'ятому місці в чемпіонаті. Також він виграв Гран-прі Бахрейну Формули-3 і Гран-прі Макао. Гамільтон провів тести за McLaren в кінці 2004 року в Сільверстоуні.
Гамільтон перейшов в команду ASM, чинного чемпіона серії в сезоні 2005 року і домінував по ходу чемпіонату, вигравши 15 етапів з 20-ти. Він міг заробити шістнадцяту перемогу, але був дискваліфікований в Спа, після невідповідності боліда технічному регламенту, як і у декількох інших гонщиків. Також він виграв Формулу-3 Мастерс у Зандвоорті. Після цього сезону британський журнал Autosport додав його в «Топ-50 пілотів 2005 року», розташувавши Гамільтона на 24-му місці.

### GP2
Після успіху в Формулі-3, він перейшов в сестринську команду ASM — ART Grand Prix в 2006 році. Як і в Формулі-3, команда ART була лідером в серії і заробила титул в 2005-му з Ніком Росбергом. Гамільтон виграв чемпіонат з першої спроби, випередивши Нельсона Піке і Тімо Глока.
Його найбільшим успіхом стало домінування на Нюрбургринзі, незважаючи на штраф за перевищення швидкості на піт-лейн. На домашньому етапі в Сільверстоуні, в рамках підтримки Гран-прі Великої Британії, Гамільтон обійшов двох суперників за один обгін в «Becketts», показавши найбільшу швидкість в GP2 (понад 240 км/год), де обгони дуже рідкісні. Також він чимало обганяв в Стамбулі, коли його розвернуло і він відкотився на вісімнадцяте місце, але в останній поворот він вже увійшов другим. Він виграв титул при незвичайних обставинах, отримавши фінальне очко за найшвидше коло через те, що Джорджо Пантано був покараний в основній гонці в Монці. У спринті він фінішував другим, в той час як Піке шостим і в підсумку обігнав його на 12 очок.
Завершення чемпіонату GP2 збіглося з вільною вакансією в McLaren, яка з'явилася після відходу Хуана Пабло Монтойї в NASCAR і Кімі Ряйкконена в Ferrari. Після місяців припущень щодо Гамільтона, Педро де ла Роси або Гері Паффетта як напарник чинного чемпіона світу Фернандо Алонсо в 2007-му, Гамільтон був підтверджений як другий пілот команди. У McLaren йому оголосили про рішення 30 вересня, але новину не повідомляли аж до 24 листопада, боячись опинитися в тіні відходу Міхаеля Шумахера.

## Кар'єра в Формулі-1

### Кар'єра в McLaren (2007—2012)

#### Сезон 2007: Боротьба за титул зАлонсоіРяйкконеном

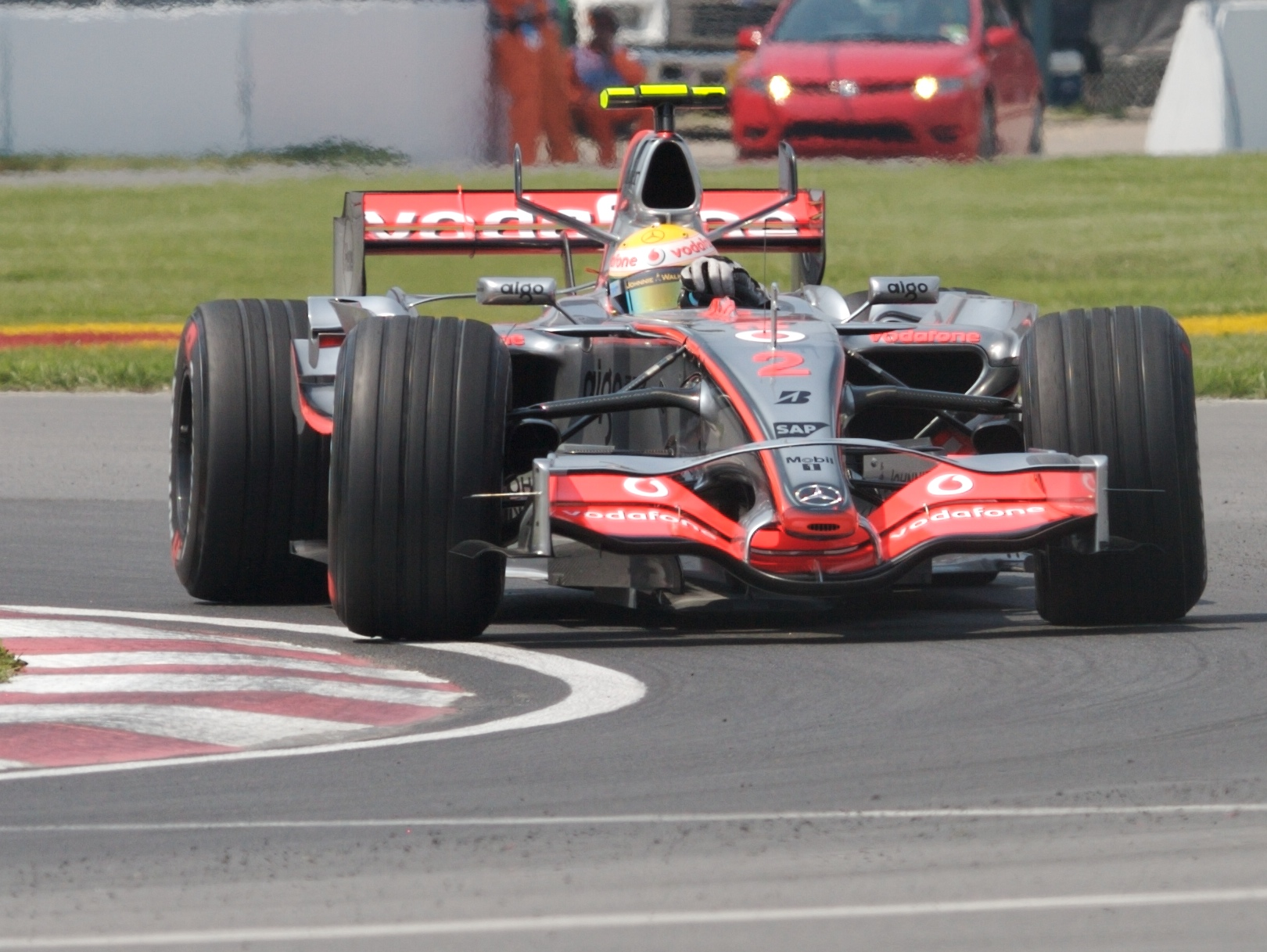
Перша перемога Гамільтона на Гран-прі Канади 2007 року

Після успішних виступів у чемпіонаті GP2 протеже команди McLaren Льюїса Гамільтона в пресі з'явилася інформація про те, що гонщик може отримати місце основного гонщика британської команди за умови, якщо Кімі Ряйкконен покине її після закінчення сезону 2006 року. До початку сезону 2007 року команда McLaren оголосила про те, що напарником дворазового чемпіона Фернандо Алонсо стане Льюїс Гамільтон.
Його дебют відбувся на Гран-прі Австралії, він кваліфікувався четвертим і фінішував третім, ставши тринадцятим пілотом Формули-1, хто зміг фінішувати на подіумі в дебютній гонці (виключаючи тих, хто взяв участь в найпершому Гран-прі). На Гран-прі Малайзії, він знову стартував четвертим, на старті зміг обійти двох пілотів Ferrari — Феліпе Массу і Кімі Ряйкконена, і вперше в кар'єрі показав найшвидше коло в гонці. У Бахрейні Гамільтон вперше стартував з першого ряду стартового поля, кваліфікувавшись і фінішувавши другим позаду Масси. Льюїс знову фінішував слідом за Феліпе на Гран-прі Іспанії і став лідером чемпіонату. Це означало, що він перевершив рекорд Алонсо і став наймолодшим лідером чемпіонату в історії.

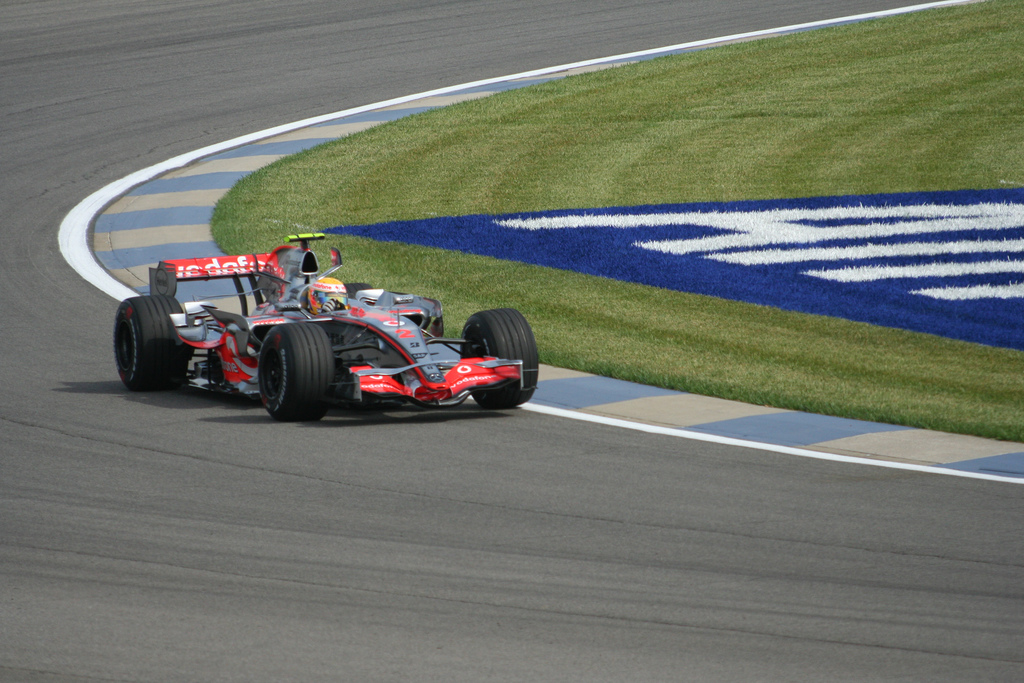
Гамільтон після здобуття поулу на Гран-прі США 2007 року

Гамільтон фінішував слідом за Алонсо в Монако і згодом були чутки, що йому заборонили боротися з напарником. FIA зняла звинувачення з McLaren після розслідування.
Гамільтон заробив свою першу поул-позицію і першу перемогу на Гран-прі Канади в Монреалі. Він лідирував більшу частину гонки, навіть незважаючи на те, що сейфті-кар з'являвся чотири рази і скорочував розрив між ним і пілотами, які його переслідували. Через тиждень Льюїс виграв Гран-прі США, також з поула, ставши першим британцем з часів Джона Вотсона в 1983-му, хто зміг перемогти в США, і другим, після Жака Вільнева, хто зміг здобути більше однієї перемоги в дебютному сезоні.
Він фінішував третім в Маньї-Курі позаду пілотів Ferrari Ряйкконена і Масси, Гамільтон продовжував лідирувати в особистому заліку, випереджаючи найближчого переслідувача на 14 очок. Вперше в кар'єрі він фінішував на позиції нижчій, ніж стартував, і перший раз, коли його обігнали в Формулі-1. Він взяв поул-позицію на домашньому етапі в Сільверстоуні і лідирував перші 16 кіл, але відкотився на третє місце, відставши на 40 секунд від Ряйкконена і Алонсо.
Під час кваліфікації Гран-прі Європи Гамільтон розбився в «шикані Шумахера» через проблеми з гайками на колесі. Його відвезли в Нюрбургський госпіталь, наділи кисневу маску, але він був при свідомості. Він не міг продовжити кваліфікацію, і його час перевершили всі учасники третьої частини кваліфікації. У підсумку він стартував десятим. Після останньої медичної перевірки в неділю вранці, Гамільтон був допущений до гонки. Під час гонки в зливу, яку зупинили червоним прапором, Гамільтона закрутило, проте його двигун не заглох, йому допомогли вибратися і він взяв участь в рестарті. Дев'яте місце стало першим фінішем не на подіумі і без очок, в той час претенденти на титул Алонсо і Масса скоротили розрив від Гамільтона в чемпіонаті.
Гамільтон виграв Гран-прі Угорщини з поул-позиції, отриманої після спірної кваліфікації. Алонсо здобув поул-позицію, але отримав штраф за блокування Гамільтона на піт-стопі, не давши йому вчасно відправитися на останнє коло і стартував шостим. Кімі Ряйкконен відстав на п'ять секунд від Гамільтона. McLaren були позбавлені очок в кубку конструкторів за гонку через інцидент в кваліфікації.

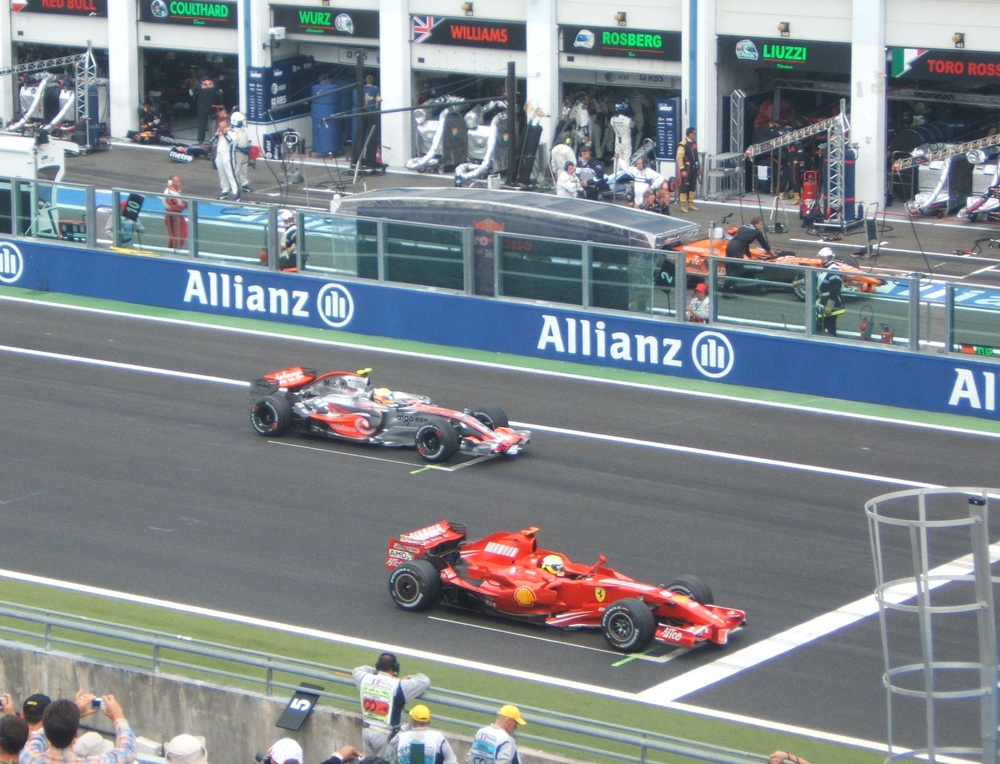
Старт Гамільтона на Гран-прі Франції 2007 року позаду Ferrari Феліпе Масси

Після оголошення Гамільтон відновив стосунки з Алонсо, і кваліфікувався другим в Туреччині. Після втрати одного місця на старті гонки, Гамільтон йшов третім, і за 15 кіл до фінішу здавалося, що він приїде на подіум, але прокол правої передньої покришки змусив його заїхати на піт-стоп, і він приїхав п'ятим, а його лідирування в чемпіонаті скоротилося.
Алонсо обійшов Льюїса на Гран-прі Італії і Бельгії, залишивши двохочковий відрив лідирування британця в боротьбі за титул. Проте, Гамільтон довів відрив до 12-и очок після перемоги на Гран-прі Японії, де в зливу Алонсо потрапив в аварію. Перед наступною гонкою Гамільтон знаходиться під наглядом стюардів через інцидент позаду сейфті-кара, де Себастьян Феттель і Марк Веббер, розбилися через сповільнений болід McLaren. Тріо вирішило проблеми під час уїк-енду Гран-прі Китаю.
Після забезпеченої поул-позиції в Китаї, в мінливих погодних умовах, Гамільтон зійшов в гонці. Він відчув значний знос шин, особливо на передньому правому колесі, і потрапив в гравійну пастку біля в'їзду на піт-лейн. Це був перший схід Гамільтона в кар'єрі. Пізніше стало відомо, що Bridgestone попереджали McLaren про знос і там йому дали розпорядження відправитися на піт-стоп, але це не допомогло. Сам Гамільтон не міг описати ступінь проблеми з шинами через краплі дощу в його бічних дзеркалах. До фінальних перегонів відрив Гамільтона був в чотири і сім очок над Алонсо і Ряйкконеном відповідно.

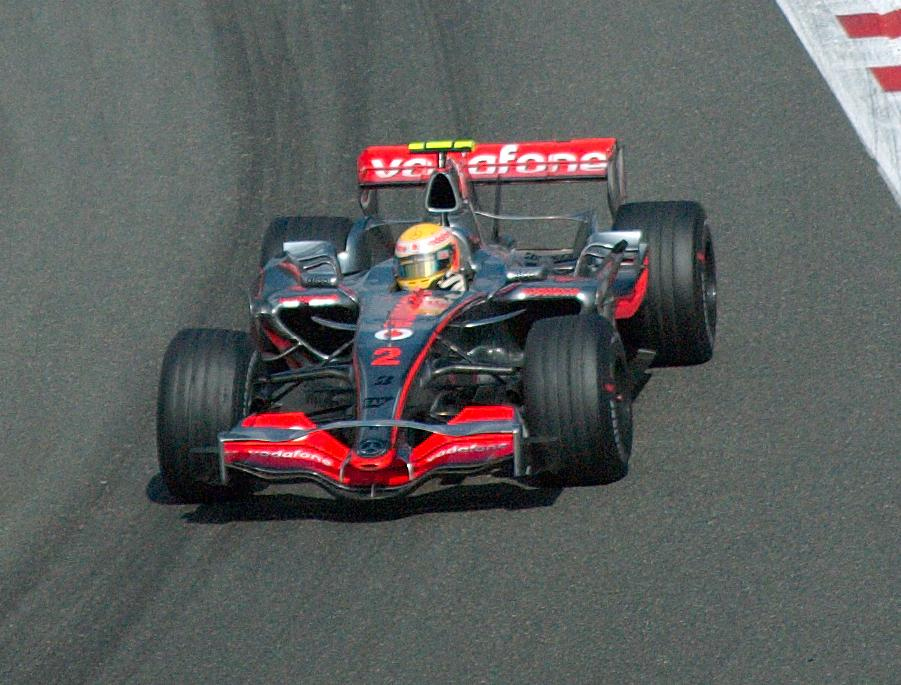
Гамільтон на четвертому місці Гран-прі Бельгії 2007 року

На Гран-прі Бразилії він не зміг фінішувати в статусі чемпіона, фінішував він всього сьомим, після вісімнадцятого місця в гіршій частині гонки. Падіння на вісімнадцяте місце сталося через два інциденти. Спочатку його обігнав Ряйкконен і він був оточений Массою і Ряйкконеном при вході в перший поворот, а в третьому повороті його обійшов Алонсо. Гамільтон спробував контратакувати в четвертому повороті, але вилетів за межі траси і втратив чотири місця. Друга проблема з'явилася на дев'ятому колі, коли в коробці передач стався збій і 40 секунд болід рухався за інерцією. Велику частину гонки Масса лідирував, а Ряйкконен йшов другим. У зв'язку з цим Гамільтон повинен був побачити фінішний прапор на сьомій позиції, в статусі чемпіона світу. Але після другої хвилі піт-стопів, Ряйкконен пересидів Массу і став лідером. На колах, що залишилися, Ряйкконен не допустив помилок і став чемпіоном. Після гонки журналіст Монреальської газети «La Presse» процитував слова Гамільтона про те, що Льюїс сам перезавантажив болід, натиснувши не ту кнопку. Однак команда це не підтвердила. А через кілька днів журналіст зізнався в наклепі і попросив пробачення. Пізніше стало доступно і відео з технологіями телеметрії, на якому чітко видно, що провини Гамільтона в збої коробці передач немає ніякої. Дане відео і зараз є на сервісі YouTube.
21 жовтня 2007 року FIA оголосила про розслідування, пов'язаним з температурою палива в болідах BMW Sauber і Williams. Пілоти BMW фінішували п'ятим і шостим і їх виключення з протоколу могло зробити Гамільтона чемпіоном і у нього було б на одне очко більше ніж у Ряйкконена. В підсумку штрафу не було, і McLaren офіційно подала апеляцію. Гамільтон заявляв в інтерв'ю BBC, що він не хоче ставати чемпіоном через дискваліфікацію.
Перед фіналом чемпіонату Гамільтон відповів на питання, що для нього буде означати стати першим темношкірим чемпіоном: «Це покаже, що не тільки люди зі світлою шкірою зможуть перемагати, а й темношкірі, індійці, японці і китайці. Добре, якщо це буде щось значити». Зробивши трохи громадських зауважень про його етнічну приналежність з того моменту, як він став пілотом Формули-1, Гамільтон додав: «За межами Формули-1 моїми героями є: перш за все мій батько, потім Нельсон Мандела і Мартін Лютер Кінг. Бути темношкірим не негативно. Це позитивно, у будь-якому випадку, тому що я інший. В майбутньому це відкриє і іншим країнам дорогу до моторних видів спорту».
17 грудня 2020 року Льюїс Гамільтон разом із Лео Мессі став переможцем номінації «Кращий спортсмен року» по версії престижної премії Laureus.

### Ferrari (2025)
Після безлічі чуток та спекуляцій упродовж сезону 2023 року, перед початком сезону Формули-1 у 2024 році було оголошено, що Ferrari уклали угоду з Гамільтоном про його приєднання до команди у 2025 році. Ця угода передбачає заміну Карлоса Сайнса молодшого.

## Результати виступів

### Гоночна кар'єра
| Сезон | Серія                            | Команда                          | Гонки | Перемоги | Поули | Н/к | Подіуми | Очки  | Місце |
| ----- | -------------------------------- | -------------------------------- | ----- | -------- | ----- | --- | ------- | ----- | ----- |
| 2001  | Formula Renault UK Winter Series | Manor Motorsport                 | 4     | 0        | 0     | 0   | 0       | 48    | 7     |
| 2002  | Formula Renault UK               | Manor Motorsport                 | 13    | 3        | 3     | 5   | 7       | 274   | 3     |
| 2002  | Formula Renault 2000 Eurocup     | Manor Motorsport                 | 4     | 1        | 1     | 2   | 3       | 92    | 5     |
| 2003  | Formula Renault UK               | Manor Motorsport                 | 15    | 10       | 11    | 9   | 13      | 419   | 1     |
| 2003  | British Formula 3 Championship   | Manor Motorsport                 | 2     | 0        | 0     | 0   | 0       | 0     | НК    |
| 2003  | Formula Renault 2000 Masters     | Manor Motorsport                 | 2     | 0        | 0     | 0   | 1       | 24    | 12    |
| 2003  | Formula Renault 2000 Germany     | Manor Motorsport                 | 2     | 0        | 0     | 0   | 0       | 25    | 27    |
| 2003  | Korea Super Prix                 | Manor Motorsport                 | 1     | 0        | 1     | 0   | 0       | Н/Д   | НК    |
| 2003  | Гран-прі Макао                   | Manor Motorsport                 | 1     | 0        | 0     | 0   | 0       | Н/Д   | НК    |
| 2004  | Formula 3 Euro Series            | Manor Motorsport                 | 20    | 1        | 1     | 2   | 5       | 69    | 5     |
| 2004  | Bahrain Superprix                | Manor Motorsport                 | 1     | 1        | 0     | 0   | 1       | Н/Д   | 1     |
| 2004  | Гран-прі Макао                   | Manor Motorsport                 | 1     | 0        | 1     | 0   | 0       | Н/Д   | 14    |
| 2004  | Masters of Formula 3             | Manor Motorsport                 | 1     | 0        | 0     | 0   | 0       | Н/Д   | 7     |
| 2005  | Formula 3 Euro Series            | ASM Formule 3                    | 20    | 15       | 13    | 10  | 17      | 172   | 1     |
| 2005  | Masters of Formula 3             | ASM Formule 3                    | 1     | 1        | 1     | 1   | 1       | Н/Д   | 1     |
| 2006  | GP2 Series                       | ART Grand Prix                   | 21    | 5        | 1     | 7   | 14      | 114   | 1     |
| 2007  | Формула-1                        | Vodafone McLaren Mercedes        | 17    | 4        | 6     | 2   | 12      | 109   | 2     |
| 2008  | Формула-1                        | Vodafone McLaren Mercedes        | 18    | 5        | 7     | 1   | 10      | 98    | 1     |
| 2009  | Формула-1                        | Vodafone McLaren Mercedes        | 17    | 2        | 4     | 0   | 5       | 49    | 5     |
| 2010  | Формула-1                        | Vodafone McLaren Mercedes        | 19    | 3        | 1     | 5   | 9       | 240   | 4     |
| 2011  | Формула-1                        | Vodafone McLaren Mercedes        | 19    | 3        | 1     | 3   | 6       | 227   | 5     |
| 2012  | Формула-1                        | Vodafone McLaren Mercedes        | 20    | 4        | 7     | 1   | 7       | 190   | 4     |
| 2013  | Формула-1                        | Mercedes AMG Petronas F1 Team    | 19    | 1        | 5     | 1   | 5       | 189   | 4     |
| 2014  | Формула-1                        | Mercedes AMG Petronas F1 Team    | 19    | 11       | 7     | 7   | 16      | 384   | 1     |
| 2015  | Формула-1                        | Mercedes AMG Petronas F1 Team    | 19    | 10       | 11    | 8   | 17      | 381   | 1     |
| 2016  | Формула-1                        | Mercedes AMG Petronas F1 Team    | 21    | 10       | 12    | 3   | 17      | 380   | 2     |
| 2017  | Формула-1                        | Mercedes AMG Petronas Motorsport | 20    | 9        | 11    | 7   | 13      | 363   | 1     |
| 2018  | Формула-1                        | Mercedes AMG Petronas Motorsport | 21    | 11       | 11    | 3   | 17      | 408   | 1     |
| 2019  | Формула-1                        | Mercedes AMG Petronas Motorsport | 21    | 11       | 5     | 6   | 17      | 413   | 1     |
| 2020  | Формула-1                        | Mercedes-AMG Petronas F1 Team    | 16    | 11       | 10    | 6   | 14      | 347   | 1     |
| 2021  | Формула-1                        | Mercedes-AMG Petronas F1 Team    | 22    | 8        | 5     | 6   | 17      | 387.5 | 2     |
| 2022  | Формула-1                        | Mercedes-AMG Petronas F1 Team    | 22    | 0        | 0     | 2   | 9       | 240   | 6     |
| 2023  | Формула-1                        | Mercedes-AMG Petronas F1 Team    | 22    | 0        | 1     | 4   | 6       | 234   | 3     |
| 2024  | Формула-1                        | Mercedes-AMG Petronas F1 Team    | 24    | 2        | 0     | 2   | 5       | 223   | 7     |
| 2025  | Формула-1                        | Scuderia Ferrari HP              | 12    | 0        | 0     | 0   | 0       | 103*  | 6*    |

* Сезон триває.

### Формула-1
| Приклад                  | Опис                                                              |
| ------------------------ | ----------------------------------------------------------------- |
| 1                        | Переможець                                                        |
| 2                        | Друге місце                                                       |
| 3                        | Третє місце                                                       |
| 5                        | Фінішував у очковій зоні                                          |
| 12                       | Фінішував поза очковою зоною                                      |
| НКЛ                      | Фінішував, але не класифікований                                  |
| Схід                     | Не фінішував і не класифікований                                  |
| НКВ                      | Не кваліфікований                                                 |
| НПКВ                     | Не передкваліфікований                                            |
| ДСК                      | Дискваліфікований                                                 |
| тест                     | Тестер по п'ятницях                                               |
| НС                       | Брав участь у Гран-прі як бойовий пілот, але не стартував у гонці |
| Т                        | Травмований чи хворий                                             |
| Викл                     | Виключений із протоколу                                           |
| Від                      | Відмова від участі                                                |
| НТР                      | Не брав участі в тренуваннях                                      |
| НПР                      | Не прибув на Гран-прі                                             |
| С                        | Гонка скасована                                                   |
|                          | Не брав участі                                                    |
| Жирний шрифт             | Поул-позиція                                                      |
| Курсив                   | Найшвидше коло                                                    |
| Числоу верхньому індексі | Позиція в спринті, що передбачає нарахування очок                 |

| Рік      | Команда                          | Шасі                   | Двигун                                   | 1        | 2        | 3        | 4      | 5        | 6      | 7        | 8       | 9        | 10       | 11     | 12       | 13       | 14       | 15       | 16       | 17        | 18       | 19        | 20       | 21     | 22       | 23      | 24    | Місце | Очки  |
| -------- | -------------------------------- | ---------------------- | ---------------------------------------- | -------- | -------- | -------- | ------ | -------- | ------ | -------- | ------- | -------- | -------- | ------ | -------- | -------- | -------- | -------- | -------- | --------- | -------- | --------- | -------- | ------ | -------- | ------- | ----- | ----- | ----- |
| 2007     | Vodafone McLaren Mercedes        | McLaren MP4-22         | Mercedes-Benz FO 108T 2.4 V8             | АВС 3    | МАЛ 2    | БАХ 2    | ІСП 2  | МОН 2    | КАН 1  | США 1    | ФРА 3   | ВЕЛ 3    | ЄВР 9    | УГО 1  | ТУР 5    | ІТА 2    | БЕЛ 4    | ЯПО 1    | КИТ Схід | БРА 7     |          |           |          |        |          |         |       | 2     | 109   |
| 2008     | Vodafone McLaren Mercedes        | McLaren MP4-23         | Mercedes-Benz FO 108V 2.4 V8             | АВС 1    | МАЛ 5    | БАХ 13   | ІСП 3  | ТУР 2    | МОН 1  | КАН Схід | ФРА 10  | ВЕЛ 1    | НІМ 1    | УГО 5  | ЄВР 2    | БЕЛ 3    | ІТА 7    | СІН 3    | ЯПО 12   | КИТ 1     | БРА 5    |           |          |        |          |         |       | 1     | 98    |
| 2009     | Vodafone McLaren Mercedes        | McLaren MP4-24         | Mercedes-Benz FO 108W 2.4 V8             | АВС ДСК  | МАЛ 7‡   | КИТ 6    | БАХ 4  | ІСП 9    | МОН 12 | ТУР 13   | ВЕЛ 16  | НІМ 18   | УГО 1    | ЄВР 2  | БЕЛ Схід | ІТА 12†  | СІН 1    | ЯПО 3    | БРА 3    | АБУ Схід  |          |           |          |        |          |         |       | 5     | 49    |
| 2010     | Vodafone McLaren Mercedes        | McLaren MP4-25         | Mercedes-Benz FO 108X 2.4 V8             | БАХ 3    | АВС 6    | МАЛ 6    | КИТ 2  | ІСП 14†  | МОН 5  | ТУР 1    | КАН 1   | ЄВР 2    | ВЕЛ 2    | НІМ 4  | УГО Схід | БЕЛ 1    | ІТА Схід | СІН Схід | ЯПО 5    | КОР 2     | БРА 4    | АБУ 2     |          |        |          |         |       | 4     | 240   |
| 2011     | Vodafone McLaren Mercedes        | McLaren MP4-26         | Mercedes-Benz FO 108Y 2.4 V8             | АВС 2    | МАЛ 8    | КИТ 1    | ТУР 4  | ІСП 2    | МОН 6  | КАН Схід | ЄВР 4   | ВЕЛ 4    | НІМ 1    | УГО 4  | БЕЛ Схід | ІТА 4    | СІН 5    | ЯПО 5    | КОР 2    | ІНД 7     | АБУ 1    | БРА Схід  |          |        |          |         |       | 5     | 227   |
| 2012     | Vodafone McLaren Mercedes        | McLaren MP4-27         | Mercedes-Benz FO 108Y 2.4 V8             | АВС 3    | МАЛ 3    | КИТ 3    | БАХ 8  | ІСП 8    | МОН 5  | КАН 1    | ЄВР 19† | ВЕЛ 8    | НІМ Схід | УГО 1  | БЕЛ Схід | ІТА 1    | СІН Схід | ЯПО 5    | КОР 10   | ІНД 4     | АБУ Схід | США 1     | БРА Схід |        |          |         |       | 4     | 190   |
| 2013     | Mercedes-AMG Petronas F1 Team    | Mercedes F1 W04        | Mercedes-Benz FO 108X 2,4 V8             | АВС 5    | МАЛ 3    | КИТ 3    | БАХ 5  | ІСП 12   | МОН 4  | КАН 3    | ВЕЛ 4   | НІМ 5    | УГО 1    | БЕЛ 3  | ІТА 9    | СІН 5    | КОР 5    | ЯПО Схід | ІНД 6    | АБУ 7     | США 4    | БРА 9     |          |        |          |         |       | 4     | 189   |
| 2014     | Mercedes-AMG Petronas F1 Team    | Mercedes F1 W05 Hybrid | Mercedes-Benz PU106A Hybrid 1.6 V6 t     | АВС Схід | МАЛ 1    | БАХ 1    | КИТ 1  | ІСП 1    | МОН 2  | КАН Схід | АВТ 2   | ВЕЛ 1    | НІМ 3    | УГО 3  | БЕЛ Схід | ІТА 1    | СІН 1    | ЯПО 1    | РОС 1    | США 1     | БРА 2    | АБУ 1     |          |        |          |         |       | 1     | 384   |
| 2015     | Mercedes-AMG Petronas F1 Team    | Mercedes F1 W06 Hybrid | Mercedes-Benz PU106B Hybrid 1.6 V6 t     | АВС 1    | МАЛ 2    | КИТ 1    | БАХ 1  | ІСП 2    | МОН 3  | КАН 1    | АВТ 2   | ВЕЛ 1    | УГО 6    | БЕЛ 1  | ІТА 1    | СІН Схід | ЯПО 1    | РОС 1    | США 1    | МЕК 2     | БРА 2    | АБУ 2     |          |        |          |         |       | 1     | 381   |
| 2016     | Mercedes-AMG Petronas F1 Team    | Mercedes F1 W07 Hybrid | Mercedes-Benz PU106B Hybrid 1.6 V6 t     | АВС 2    | БАХ 3    | КИТ 7    | РОС 2  | ІСП Схід | МОН 1  | КАН 1    | ЄВР 5   | АВТ 1    | ВЕЛ 1    | УГО 1  | НІМ 1    | БЕЛ 3    | ІТА 2    | СІН 3    | МАЛ Схід | ЯПО 3     | США 1    | МЕК 1     | БРА 1    | АБУ 1  |          |         |       | 2     | 380   |
| 2017     | Mercedes-AMG Petronas Motorsport | Mercedes-AMG F1 W08    | Mercedes-AMG M08 EQ Power+ 1.6 V6 t      | АВС 2    | КИТ 1    | БАХ 2    | РОС 4  | ІСП 1    | МОН 7  | КАН 1    | АЗЕ 5   | АВТ 4    | ВЕЛ 1    | УГО 4  | БЕЛ 1    | ІТА 1    | СІН 1    | МАЛ 2    | ЯПО 1    | США 1     | МЕК 9    | БРА 4     | АБУ 2    |        |          |         |       | 1     | 363   |
| 2018     | Mercedes-AMG Petronas Motorsport | Mercedes-AMG F1 W09    | Mercedes-AMG M09 EQ Power+ 1.6 V6 t      | АВС 2    | БАХ 3    | КИТ 4    | АЗЕ 1  | ІСП 1    | МОН 3  | КАН 5    | ФРА 1   | АВТ Схід | ВЕЛ 2    | НІМ 1  | УГО 1    | БЕЛ 2    | ІТА 1    | СІН 1    | РОС 1    | ЯПО 1     | США 3    | МЕК 4     | БРА 1    | АБУ 1  |          |         |       | 1     | 408   |
| 2019     | Mercedes-AMG Petronas Motorsport | Mercedes-AMG F1 W10    | Mercedes-AMG M10 EQ Power+ 1.6 V6 t      | АВС 2    | БАХ 1    | КИТ 1    | АЗЕ 2  | ІСП 1    | МОН 1  | КАН 1    | ФРА 1   | АВТ 5    | ВЕЛ 1    | НІМ 9  | УГО 1    | БЕЛ 2    | ІТА 3    | СІН 4    | РОС 1    | ЯПО 3     | МЕК 1    | США 2     | БРА 7    | АБУ 1  |          |         |       | 1     | 413   |
| 2020     | Mercedes-AMG Petronas Motorsport | Mercedes-AMG F1 W11    | Mercedes-AMG M11 EQ Performance 1.6 V6 t | АВТ 4    | ШТИ 1    | УГО 1    | ВЕЛ 1  | 70 2     | ІСП 1  | БЕЛ 1    | ІТА 7   | ТОС 1    | РОС 3    | АЙФ 1  | ПОР 1    | ЕМІ 1    | ТУР 1    | БАХ 1    | САХ      | АБУ 3     |          |           |          |        |          |         |       | 1     | 347   |
| 2021     | Mercedes-AMG Petronas Motorsport | Mercedes-AMG F1 W12    | Mercedes-AMG M12 EQ Performance 1.6 V6 t | БАХ 1    | ЕМІ 2    | ПОР 1    | ІСП 1  | МОН 7    | АЗЕ 15 | ФРА 2    | ШТИ 2   | АВТ 4    | ВЕЛ 1    | УГО 2  | БЕЛ 3‡   | НІД 2    | ІТА Схід | РОС 1    | ТУР 5    | США 2     | МЕХ 2    | САП 1     | КАТ 1    | САУ 1  | АБУ 2    |         |       | 2     | 387.5 |
| 2022     | Mercedes-AMG Petronas F1 Team    | Mercedes-AMG F1 W13    | Mercedes-AMG M13 E Performance 1.6 V6 t  | БАХ 3    | САУ 10   | АВС 4    | ЕМІ 13 | МАЯ 6    | ІСП 5  | МОН 8    | АЗЕ 4   | КАН 3    | ВЕЛ 3    | АВТ 38 | ФРА 2    | УГО 2    | БЕЛ Схід | НІД 4    | ІТА 5    | СІН 9     | ЯПО 5    | США 2     | МЕХ 2    | САП 23 | АБУ · 18 |         |       | 6     | 240   |
| 2023     | Mercedes-AMG Petronas F1 Team    | Mercedes-AMG F1 W14    | Mercedes-AMG M14 E Performance 1.6 V6 t  | БАХ 5    | САУ 5    | АВС 2    | АЗЕ 67 | МАЯ 6    | МОН 4  | ІСП 2    | КАН 3   | АВТ 8    | ВЕЛ 3    | УГО 4  | БЕЛ 47   | НІД 6    | ІТА 6    | СІН 3    | ЯПО 5    | КАТ Схід5 | США ДСК2 | МЕХ 2     | САП 87   | ЛВГ 7  | АБУ 9    |         |       | 3     | 234   |
| 2024     | Mercedes-AMG Petronas F1 Team    | Mercedes-AMG F1 W15    | Mercedes-AMG M15 E Performance 1.6 V6 t  | БАХ 7    | САУ 9    | АВС Схід | ЯПО 9  | КИТ 92   | МАЯ 6  | ЕМІ 6    | МОН 7   | КАН 4    | ІСП 3    | АВТ 46 | ВЕЛ 1    | УГО 3    | БЕЛ 1    | НІД 8    | ІТА 5    | АЗЕ 9     | СІН 6    | США Схід6 | МЕХ 4    | САП 10 | ЛВГ 2    | КАТ 126 | АБУ 4 | 7     | 223   |
| 2025     | Scuderia Ferrari HP              | Ferrari SF-25          | Ferrari 066/15 1.6 V6 t                  | АВС 10   | КИТ ДСК1 | ЯПО 7    | БАХ 5  | САУ 7    | МАЯ 83 | ЕМІ 4    | МОН 5   | ІСП 6    | КАН 6    | АВТ 4  | ВЕЛ 4    | БЕЛ      | УГО      | НІД      | ІТА      | АЗЕ       | СІН      | США       | МЕХ      | САП    | ЛВГ      | КАТ     | АБУ   | 6*    | 103*  |
| Джерело: |                                  |                        |                                          |          |          |          |        |          |        |          |         |          |          |        |          |          |          |          |          |           |          |           |          |        |          |         |       |       |       |

† Не фінішував на гран-прі, але був класифікований, оскільки подолав понад 90 % дистанції.
‡ Зараховано половину очок через те, що перегони склали менше 75 % запланованої дистанції.
* Сезон триває.